# Vliegende gekko (Gekko kuhli)
De vliegende gekko (Gekko kuhli) is een hagedis uit de infraorde gekko's (Gekkota) en de familie Gekkonidae.

## Nomenclatorische geschiedenis
De soort werd in 1809 benoemd door Creveldt als Lacerta homalocephala, een naam die, zoals later bleek, al bezet was door Lacerta homalocephala Suchow, 1798. De soort werd in 1836 nog wel als Platydactylus homalocephalus in het geslacht Platydactylus geplaatst, en in 1864 als Ptychozoon homalocephalum in het geslacht Ptychozoon, voordat Leonhard Hess Stejneger er in 1902 het nomen novum Ptychozoon kuhli voor publiceerde. De soortaanduiding kuhli is een eerbetoon aan de Duitse zoöloog Heinrich Kuhl (1797 - 1821), de naamgever van het geslacht Ptychozoon.
Omdat de hagedis lange tijd behoorde tot het geslacht Ptychozoon, wordt in veel literatuur de verouderde wetenschappelijke naam gebruikt. Dit geslacht wordt echter niet meer erkend op basis van een publicatie van Perry L. Wood Jr., Xianguang Guo, Scott L. Travers, Yong-Chao Su, Karen V. Olson, Aaron M. Bauer, L. Lee Grismer, Cameron D. Siler, Robert G. Moyle, Michael J. Andersen en Rafe M. Brown in 2019.
Ook de verwante soort Gekko lionotum wordt aangeduid met de Nederlandstalige naam 'vliegende gekko'.

## Uiterlijke kenmerken
De vliegende gekko kan een lichaamslengte tot 15 centimeter bereiken inclusief de staart die ongeveer de helft beslaat. De kleur is meestal lichtbruin, soms wat donkerder. Zoals vele nachtactieve gekko's kan deze soort vrij sterk van kleur en tint veranderen, andere kleuren dan donkerbruin tot zeer lichtbruin komen niet voor. De gekko ziet er bizar uit door de huidflappen langs het lichaam, inclusief de poten en staart. Tussen de tenen zijn grote vliezen aanwezig. De relatief grote huidflappen dienen in de eerste plaats voor de camouflage, waardoor veel predatoren het dier over het hoofd zien. Het lichaamscontour lijkt door de ovale vorm die door de huidflappen wordt veroorzaakt totaal niet meer op dat van een hagedis.

## Zweefvermogen
Net als de vliegende kikkers uit het geslacht Rhacophorus kan de 'vliegende' gekko niet echt vliegen maar na een val of sprong kan een stukje omlaag gezweefd worden, de richting kan enigszins worden bepaald met de poten en staart. Deze staart lijkt gesegmenteerd; huidflappen overlappen elkaar sterk en aan de zijkanten zitten kleine ronde uitstekende flapjes die de staart een gekarteld uiterlijk geven. Dergelijk zweefgedrag vertoont de gekko alleen bij gevaar.

## Levenswijze
Het voedsel bestaat uit insecten waar de gekko 's nachts op jaagt en de soort komt voor in zuidoostelijk Azië tot in Indonesië en Kalimantan. De vliegende gekko leeft in warme en vochtige, bosachtige gebieden en klimt over takken en langs de stammen van bomen bij het zoeken naar voedsel. De eitjes worden meestal per twee afgezet en worden aan takken vastgeplakt waarna ze uitharden. Mannetjes reageren agressief als een ander mannetje hun territorium binnenkomt.

## Verspreidingsgebied
De vliegende gekko komt voor in delen van Azië en leeft in de landen Thailand, Myanmar, Maleisië, de Nicobaren, Indonesië en Singapore.